# Amtsbezirk Retz
Der Amtsbezirk Retz (eigentlich Amtsbezirk Rötz) war eine Verwaltungseinheit im Weinviertel in Niederösterreich.
Der Amtsbezirk war der Kreisbehörde in Korneuburg unterstellt und besorgte deren Amtsgeschäfte vor Ort. Die Zuständigkeit erstreckte sich neben Retz auf die damaligen Gemeinden Deinzendorf, Dietmannsdorf, Kleinhöflein, Leodagger, Obermarkersdorf, Obernalb, Unternalb, Pillersdorf, Platt, Pulkau, Kleinriedenthal, Röschitz, Retz Altstadt, Mitterretzbach, Oberretzbach, Unterretzbach, Rohrendorf, Schrattenthal, Waitzendorf, Watzelsdorf und Zellerndorf.
Der Amtsbezirk umfasste dabei 22 Gemeinden mit 19.187 Einwohnern (lt. Zählung von 1851).